# Família Gossler

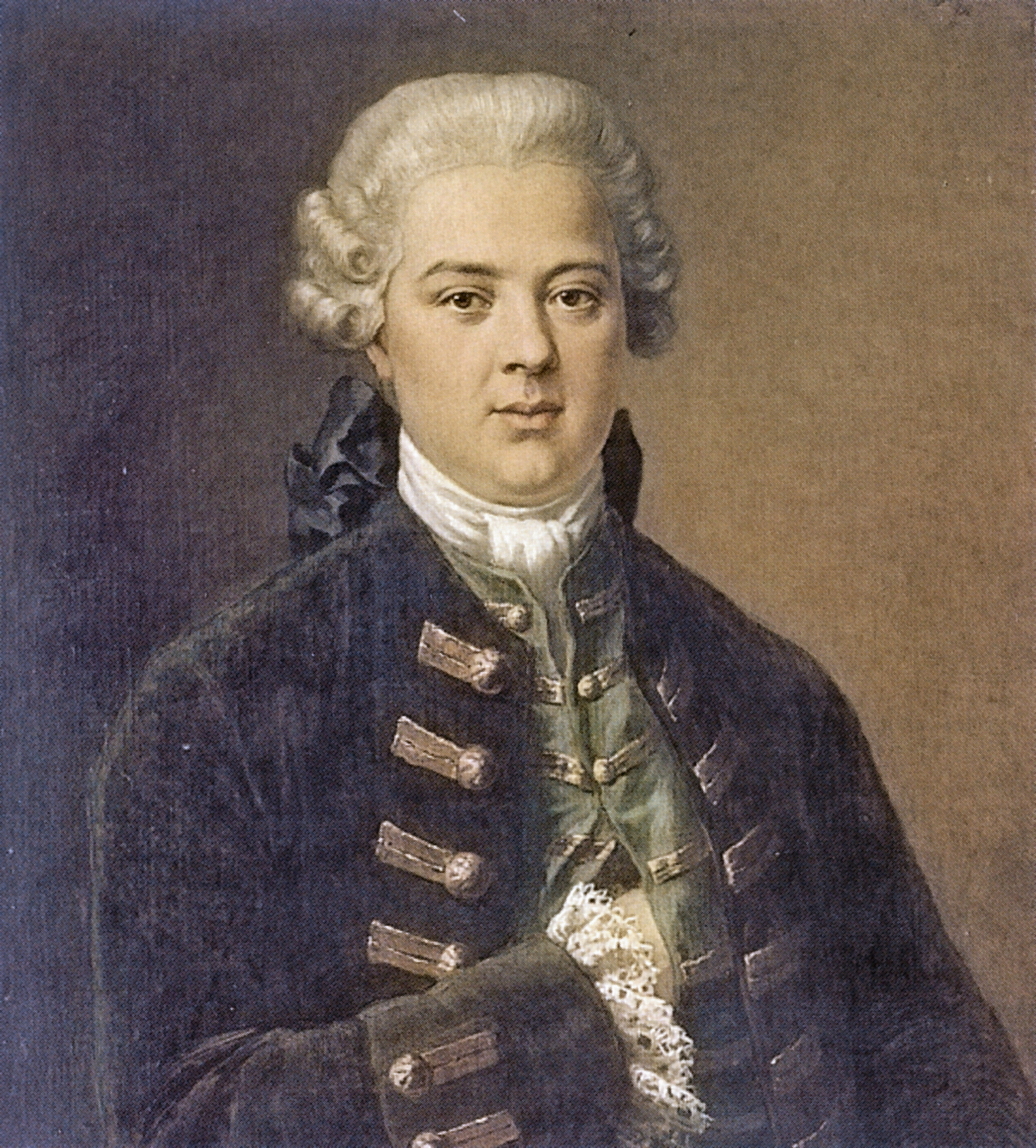
Johann Hinrich Gossler

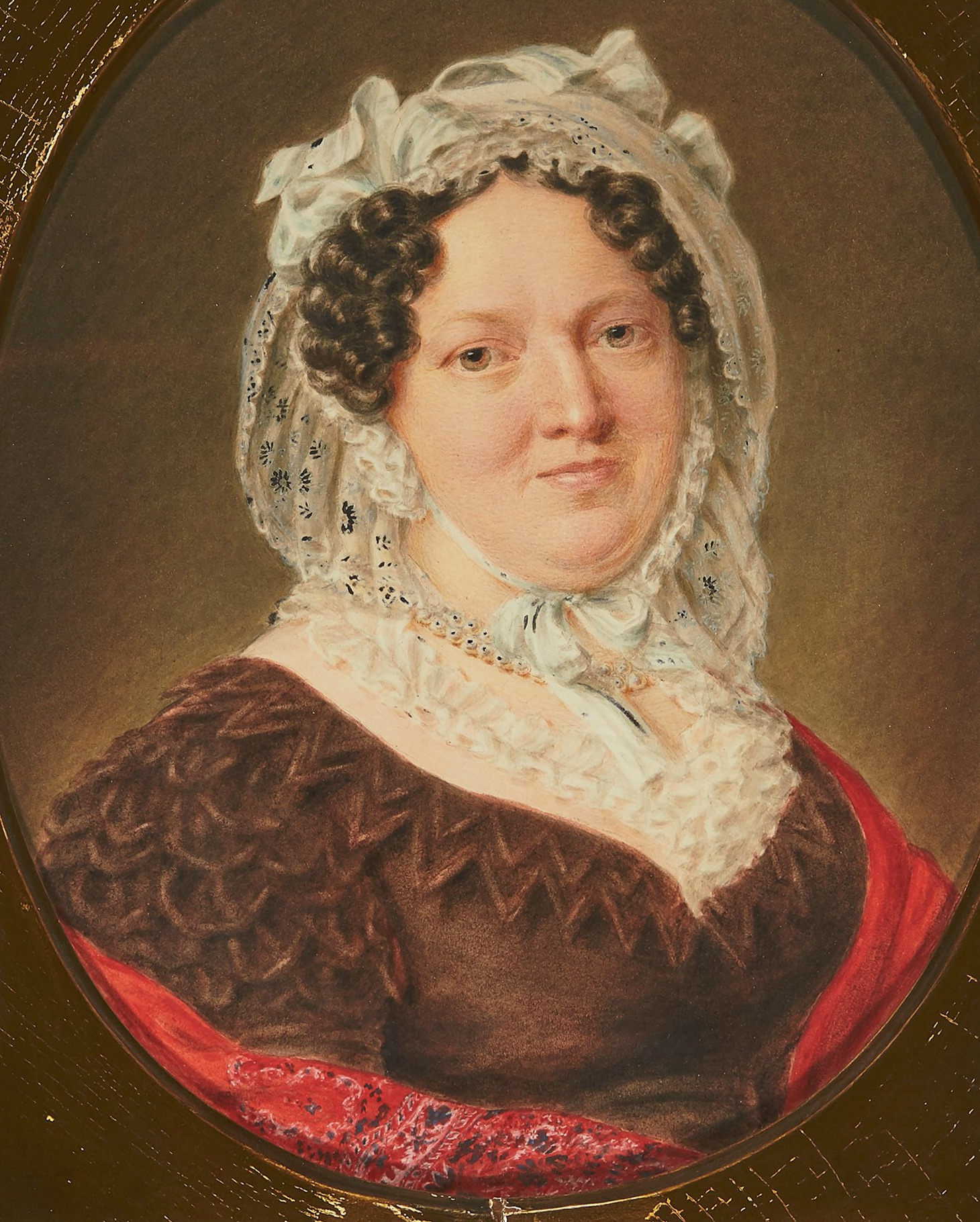
Anna Henriette Gossler, filha mais velha de Johann Hinrich Gossler e Elisabeth Berenberg, casada com o chefe de longa data da empresa Berenberg, L.E. Seyler

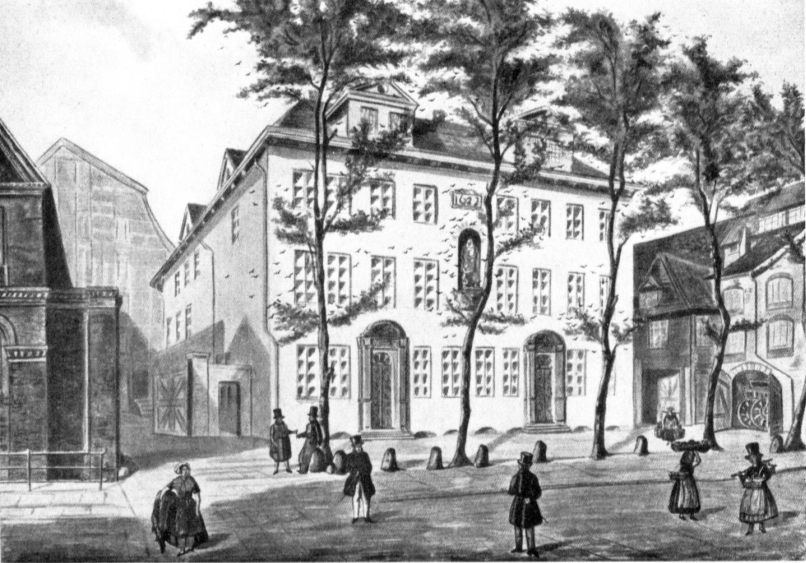
Mortzenhaus, a residência de inverno da família Gossler de 1788

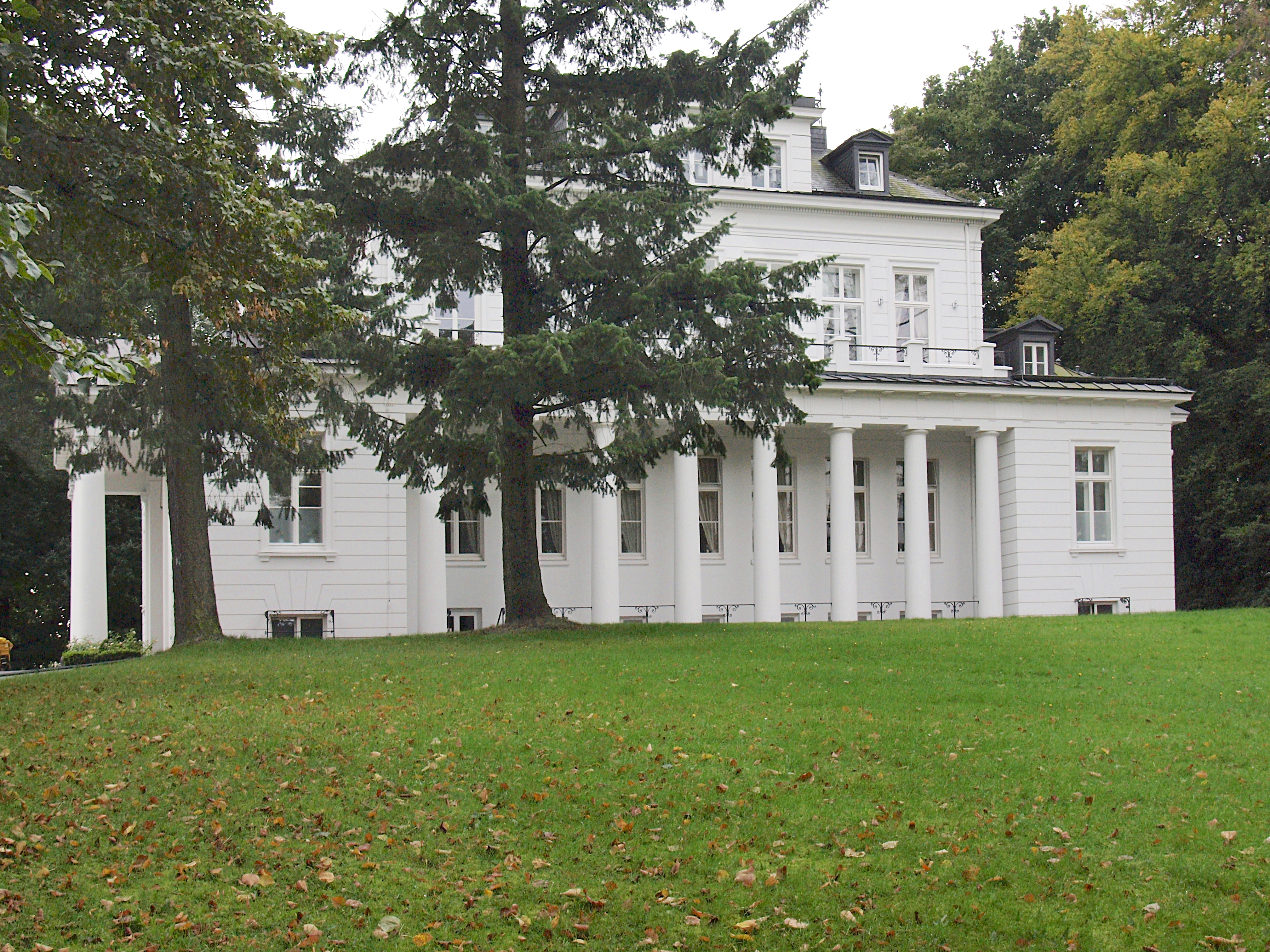
Gossler House, uma casa em Blankenese anteriormente pertencente à família Gossler

A família Gossler (também escrita Goßler, historicamente também Gosler), incluindo a filial Berenberg-Gossler, é uma família bancária hanseática e parcialmente nobre de Hamburgo. 
A família é descendente de tecelões e burgueses na cidade-república de Hamburgo e ganhou grande destaque em Hamburgo no final do século 18, como resultado do casamento de Johann Hinrich Gossler com Elisabeth Berenberg, a última integrante do grupo de origem belga. Família Berenberg e o único herdeiro do banco Berenberg . Por meio do casamento, a família tornou-se os principais proprietários do banco, que foi legalmente chamado Joh. Berenberg, Gossler & Co. desde 1791. Desde o final do século XVIII, a família tem sido amplamente considerada como uma das duas famílias hanseáticas mais importantes de Hamburgo, ao lado da família Amsinck. Um ramo da família Gossler recebeu o nome de Berenberg-Gossler pelo Senado de Hamburgo em 1880 e foi mais tarde - controversamente na república de Hamburgo, que não reconheceu o conceito de nobreza—conferido posição baronial pelo Reino da Prússia. 
Vários membros da família serviram como senadores em Hamburgo no século XIX e no início do século XX, e Hermann Gossler foi chefe de estado em 1874. Richard J. Evans descreve a família como uma das "grandes famílias de negócios" de Hamburgo. As Ilhas Gossler na Antártica são nomeadas em homenagem à família. 

## História
O primeiro ancestral conhecido da família, Claus Gossler (1630–1713), que provavelmente era um tecelão de veludo, foi um hambúrguer de Hamburgo desde 1656 e viveu na paróquia de Santa Catarina. Ele era o pai de, entre outros, Daniel, David, Albert e Jacob GOSSLER (1666- ca. 1732), que todos se tornaram tecelões de veludo e burgueses Hamburgo. Jacob Gossler teve nove filhos, entre os quais Johann Eybert Gossler (1700–1776), contador e buguês de Hamburgo, e que comprou o escritório cerimonial de Herrenschenk (ou seja, copeiro; mestre de cerimônias do conselho de Hamburgo) em 1739.
Johann Eybert Gossler foi o pai de, entre outros, o banqueiro Johann Hinrich Gossler (1738-1790) e Johann Jacob Gossler (1758-1812), que serviu como coronel francês durante as Guerras Napoleônicas e morreu durante a invasão francesa da Rússia. 

### A família bancária Gossler (Berenberg-Gossler)
O banqueiro Johann Hinrich Gossler (1738–1790) começou como aprendiz no Berenberg Bank ; depois de casar o único herdeiro da empresa, Elisabeth Berenberg (1749-1822), foi nomeado sócio em 1769 por seu sogro Johann Berenberg e tornou-se o único proprietário do banco após a morte deste em 1772. Em 1788, Gossler aceitou seu próprio genro, L.E. Seyler, como parceiro. Seyler foi casado com Anna Henriette Gossler, a filha mais velha de Johann Hinrich Gossler e Elisabeth Berenberg, e tornou-se chefe do Banco Berenberg em 1790. 
O filho de Johann Hinrich Gossler, Johann Heinrich Gossler (II), tornou-se sócio em 1798 e serviu como senador de Hamburgo a partir de 1821. Ele acabou sucedendo seu cunhado Seyler como chefe do Berenberg Bank e, por sua vez, como chefe da empresa. por seu próprio filho Johann Heinrich Gossler (III), que também serviu como cônsul-geral do Havaí. O irmão deste último, Hermann Gossler, foi advogado e senador e serviu como primeiro prefeito e presidente do Senado, ou seja, chefe de estado da cidade-república, em 1874.
Em 1880, Johann (conhecido como John) Berenberg Gossler, chefe de longa data do Berenberg Bank e filho de Johann Heinrich Gossler (III), recebeu o nome de Berenberg-Gossler pelo Senado de Hamburgo. Ele foi enobrecido pela Prússia em 1889 e recebeu o título de Barão pelo rei da Prússia em 1910; o enobrecimento era controverso na cidade-república estritamente republicana de Hamburgo, onde não existia nobreza e onde nobres (estrangeiros) eram tradicionalmente impedidos de ocupar cargos políticos e mesmo de possuir propriedades; acordo com Richard J. Evans, "os ricos de Hamburgo do século XIX eram na maioria republicanos severos, detestando títulos, recusando-se a dar qualquer deferência à nobreza prussiana e determinando-se leal a sua formação urbana e herança mercantil."
Um dos filhos do barão Johann von Berenberg-Gossler, John von Berenberg-Gossler, serviu como senador de Hamburgo 1908–1920 e como embaixador alemão em Roma entre 1920 e 1921. O irmão mais novo de John, Barão Cornelius von Berenberg-Gossler, sucedeu seu pai como chefe do Banco Berenberg em 1913. Foi sucedido por seu filho, Barão Heinrich von Berenberg-Gossler em 1932; Heinrich von Berenberg-Gossler também serviu como cônsul geral de Mônaco. 
As Ilhas Gossler na Antártica e o Parque Gossler em Hamburgo são nomeados para a família. 
Wilhelm Gossler (1811-1895) foi o avô da pintora e escultora Mary Warburg, casada com o historiador de arte e teórico cultural Aby Warburg, membro da família bancária Warburg. 

## Brasão

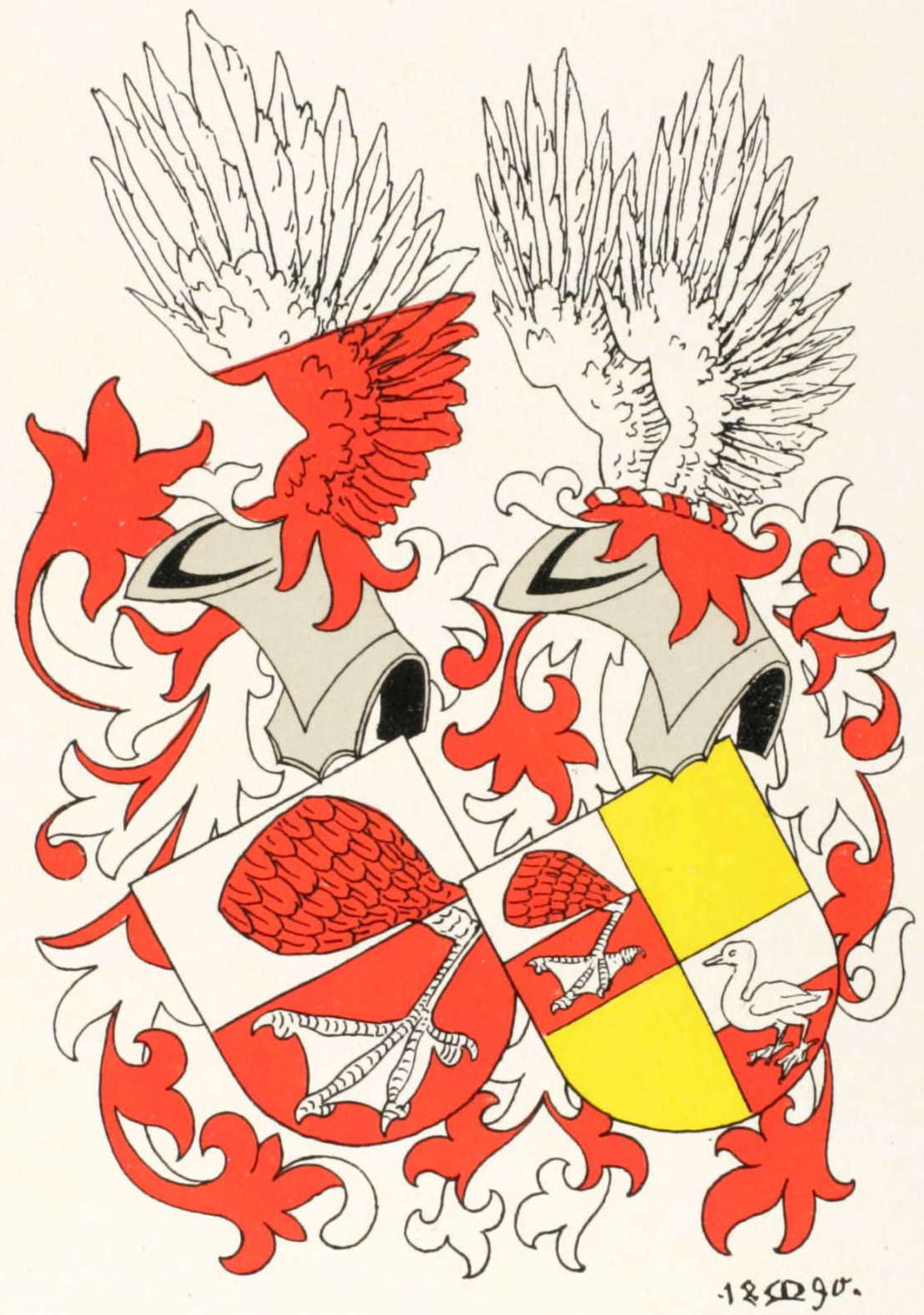
O brasão de armas adotado por Johann Hinrich Gossler em 1773 à esquerda; o brasão "melhorado" usado de 1832 para a direita
As armas combinadas das famílias Berenberg e Gossler, usadas pelo ramo da família baronial Berenberg-Gossler e como o logotipo do Berenberg Bank